# Faustyna (film 1968)
Faustyna (ang. Faustina) – włoska komedia z 1968 roku w reżyserii Luigiego Magniego. Debiut aktorski Vonetty McGee i reżyserski Luigiego Magniego.
Polska premiera odbyła się w październiku 1971 roku wraz z animacją Niezwykłe wydarzenie Jerzego Zitzmana.

## Obsada
- Vonetta McGee – Faustyna
- Vittoria Febbi – Faustyna (głos)
- Enzo Cerusico – Enea Troiani
- Massimo Turci – Enea Troiani (głos)
- Renzo Montagnani – Quirino Ceccarelli
- Ernesto Colli – Vespasiano
- Gianfranco Bellini – Vespasiano (głos)
- Franco Acampora – Ezio
- Gualtiero De Angelis – Ezio (głos)
- Clara Bindi – matka Faustyny
- Mirella Pamphili – dziewczyna przy Grobowcu Scypionów
- Ottavia Piccolo – dziewczyna zakochana w Enei